# 954

## Úmrtí
- 10. září – Ludvík IV. Francouzský, západofranský král (* 920)
- Erik Krvavá sekyra, norský král (* ?)

## Hlavy států
- České knížectví – Boleslav I.
- Papež – Agapetus II.
- Anglické království – Edred
- Skotské království – Malcolm I. – Indulf
- Východofranská říše – Ota I. Veliký
- Západofranská říše – Ludvík IV. Francouzský – Lothar I.
- Uherské království – Fajsz
- První bulharská říše – Petr I. Bulharský
- Byzanc – Konstantin VII. Porfyrogennetos